# مسیه ۸۳
مسیهٔ ۸۳ (یا کهکشان فرفرهٔ جنوبی، M83 و NGC 5236) یک کهکشان مارپیچی از نوع متوسط و در فاصلهٔ ۱۵ میلیون سال نوری است و در صورت فلکی مار باریک قرار دارد.

## نگارخانه

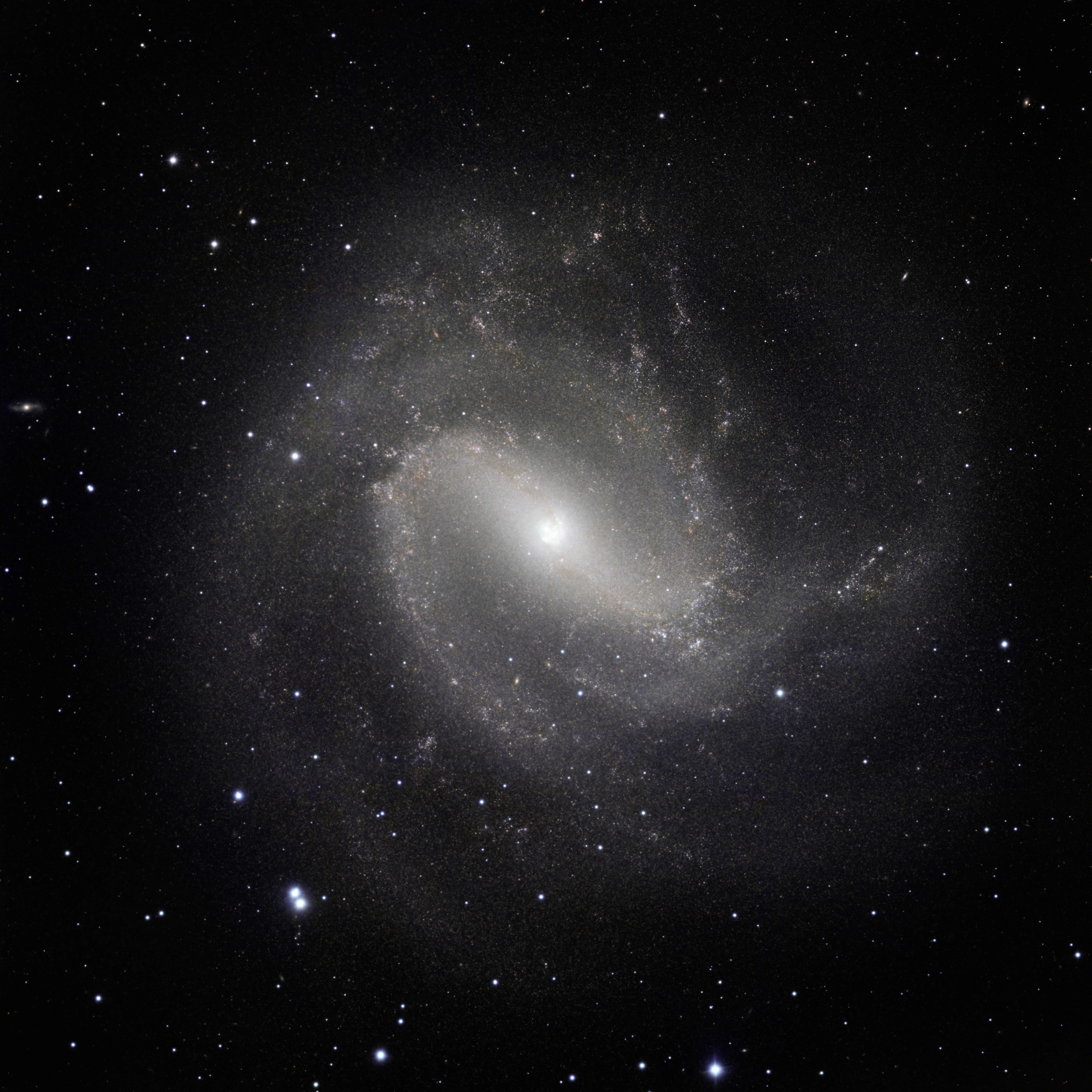
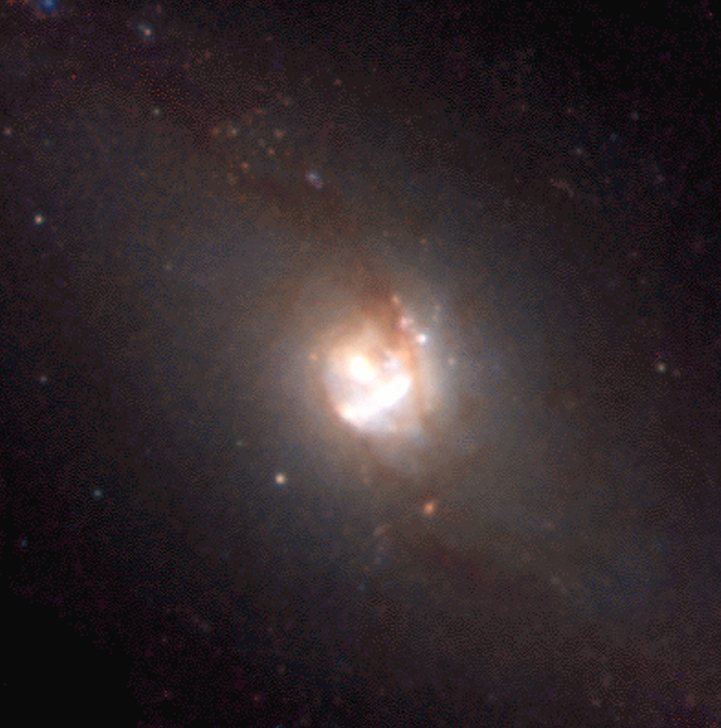
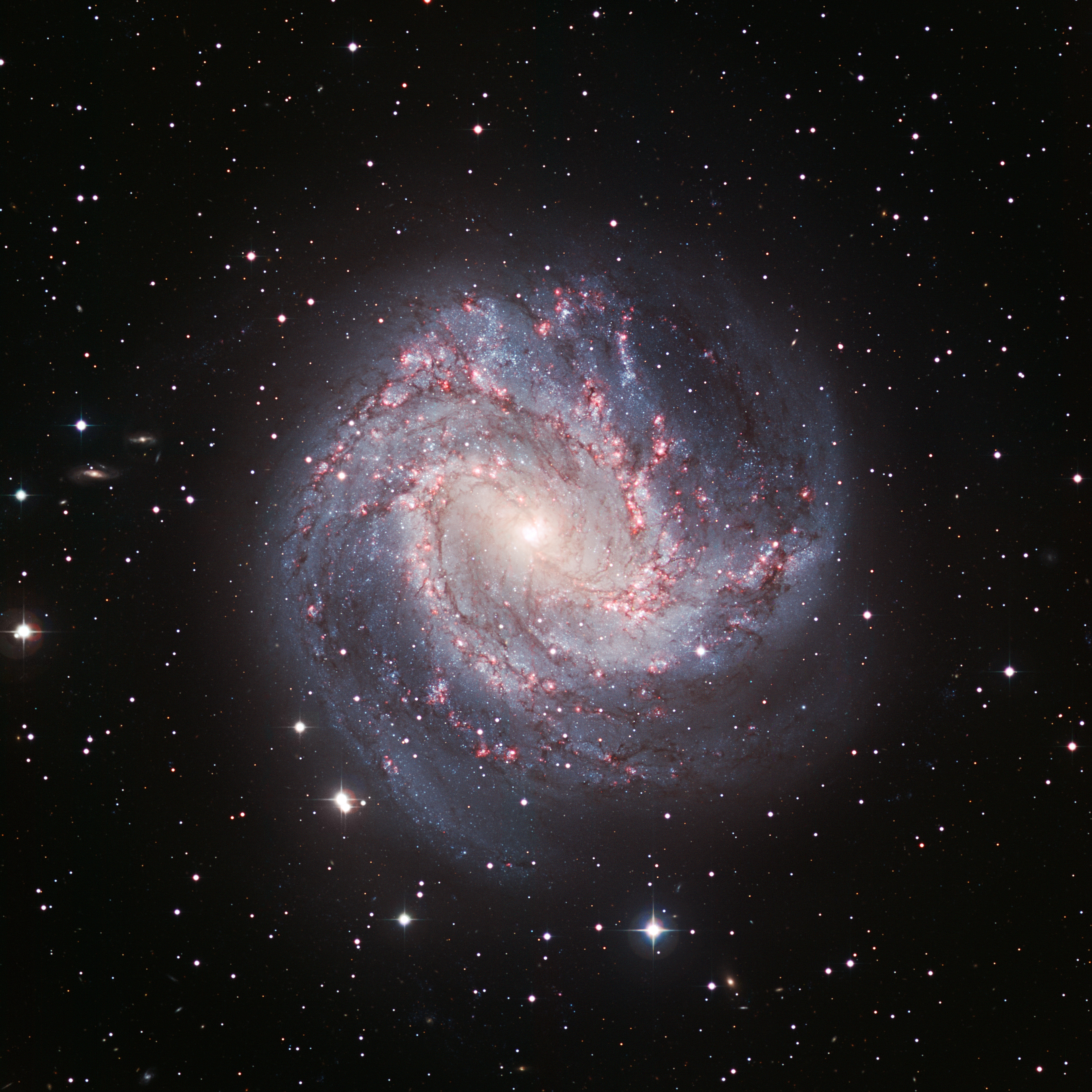